# پومونته، اسکانسانو
پومونته (به ایتالیایی: Pomonte) یک منطقهٔ مسکونی در ایتالیا است که در اسکانسانو واقع شده‌است. پومونته ۵۹ نفر جمعیت دارد و ۱۴۰ متر بالاتر از سطح دریا واقع شده‌است.